# Madakarinaikana Kote, Hiriyur
Madakarinaikana Kote là một làng thuộc tehsil Hiriyur, huyện Chitradurga, bang Karnataka, Ấn Độ.